# Hide from the Sun
Hide from the Sun är det sjätte studioalbumet av den finländska rockgruppen The Rasmus, utgivet den 2 september 2005 på Playground Music. Albumet blev på flera håll varmt mottaget och har sålts i över 400 000 exemplar.
Albumet markerade The Rasmus tredje förstaplats på den finländska albumlistan och var även deras tredje samarbete med de svenska producenterna Mikael Nord Andersson och Martin Hansen, inspelat vid Nord Studios i Stockholm mellan april och juni 2005. Inspelningsprocessen påbörjades direkt efter turnén för Dead Letters, och medlemmarna menade att de inte hade mycket tid åt att utveckla deras idéer. Soundet på de båda albumen är därför snarlika, även om Hide from the Sun kan ses som ett aningen mindre poppigt och radiovänligt album.
Första singeln från albumet, "No Fear", var med sin förstaplats på den finländska singellistan även den mest framgångsrika. Uppföljarna "Sail Away" och "Shot" har dock inte varit lika populära. Turnén för att marknadsföra albumet hette Hide from the Sun Tour, där The Rasmus spelade tillsammans med HIM och Negative i Europa samt med Lostprophets och Kill Hannah i USA under 2006. I USA gav man ut albumet den 10 oktober 2006 genom DRT Entertainment, då gruppen inte hade något fast skivbolag där tidigare. På den amerikanska utgåvan fanns sex bonusspår samt den självproducerade musikvideon till "Immortal".

## Bakgrund och inspelning
Under två års framgång med albumet Dead Letters, som hade släpps i mars 2003, hade bandet tillräckligt med material för en uppföljare. Inspelningen av albumet inleddes kort efter Lauri Ylönens samarbete med heavy metal-gruppen Apocalyptica på låten "Life Burns!" i april 2005. The Rasmus begav sig in i NordHansen Studio i Stockholm i slutet av månaden för ännu ett samarbete med den svenska producentduon Mikael Nord Andersson och Martin Hansen. Den 19 maj hade bandets officiella hemsida rapporterat utgivningsdatumen för både albumet och den första singeln "No Fear", samt att de just då höll på att spela in albumet. I slutet av juni samma år hade samtliga 11 låtar på albumet spelats in. 

## Musik och texter
Musikaliskt sett spinner Hide from the Sun vidare på det tyngre och mörkare soundet som utvecklades under produktionen av föregångaren Dead Letters. Albumet beskrevs som gothic rock av webbtidningen Tangible Sounds och har jämförts med andra finländska grupper inom den genren som HIM och The 69 Eyes. Ylönen har förklarat att det finns mycket kontrast mellan låtarna; "en del har tunga riff som kan ge en mörk känsla, samtidigt som det finns mycket skönhet i dem". På albumet återfinns även rockballader som "Sail Away" och "Don't Let Go".
Texterna är som vanligt skrivna av Ylönen, som har hämtat mycket inspiration från The Rasmus konserter och relationer till vänner och bekanta. Han har också nämnt att låtarna skrevs ihop med texten först och sedan musiken efteråt.

## Förpackning

### Titel
Albumets titel speglar delvis den vinterperiod i Finland där solen aldrig går upp, i och med att många av låtarna skrevs under vintern. Titeln speglar även Ylönens personlighet då de med det tidigare albumet Dead Letters hade uppnått snabb framgång i rampljuset, kände han nu att han ville hålla sig undan från ljuset. 

### Omslag
Skivomslaget till Hide from the Sun består av en fjäril, vilket kom att bli som en symbol för albumets period. Omslaget målades av gitarristen Pauli Rantasalmi och bandet menar att fjärilen ser ut att falla ihop. "Den är vacker men ändå förfallen, ungefär som musiken". Ett annat exempel på där fjärilar används är i musikvideon till "No Fear", och även i vissa scener av "Sail Away".

## Låtar
Inledningsspåret "Shot" släpptes som singel den 30 mars 2006 och nådde plats 6 på Finlands singellista. Texten till nästa spår, "Nigt After Night (Out of the Shadows)", skrevs av Lauri Ylönen och är enligt honom något av en uppföljare till hiten "In the Shadows", vilket 'Out of the Shadows' också antyder. Därför valde man att lägga båda låtarna som spår 2 på albumen. Trots det är "Nigt After Night" en mycket tyngre låt vars text kan uppfattas som mörk och tragisk. "No Fear" släpptes som singel den 29 augusti 2005 och nådde plats 1 på Finlands singellista.
Texten till "Lucifer's Angel" skrev Ylönen efter att ha läst böcker om nyfikna människor som för 400 år sedan försökte hjälpa andra och förändra världen. Dessa människor ansågs av andra vara trollkarlar skickade från Djävulen, och blev därför brända levande. Enligt Ylönen lever detta tänkesätt kvar idag; när någon kommer med helt nya idéer så blir människor ofta rädda och oroliga, och försöker tysta ner dem. Han menar att han har hittat ett samband mellan den tiden och nu, vilket han försöker förmedla i denna låt. Ljudmässigt är "Lucifer's Angel" en av albumets tyngre låtar. Som med flera av The Rasmus låtar har även denna ett huvudriff som inte hörs i verserna, utan byggs istället upp inför refrängen.

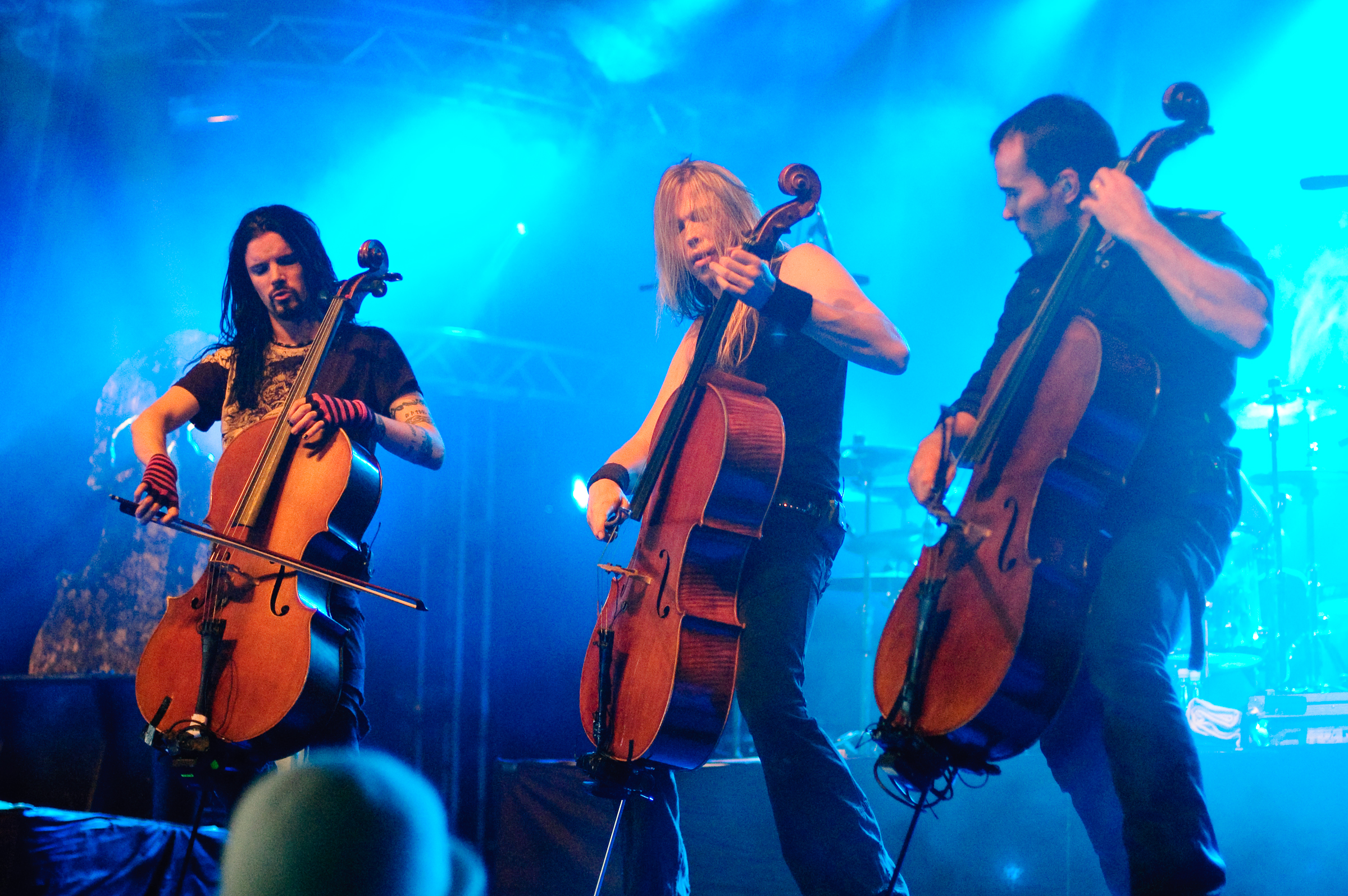
"Dead Promises" gästas av cellobandet Apocalyptica.

"Last Generation" är tillsammans med "Sail Away" en av Ylönens favoritåtar på albumet. "Dead Promises", albumets sjätte spår, är vad Ylönen beskriver som en dramatisk låt samt låten med mest kontrast på albumet. Från början skrev han musiken på sin akustiska gitarr, men upptäckte sedan det kraftfulla celloljudet hos heavy metal-bandet Apocalyptica och bestämde sig för att låta dem gästspela i låten. Texten skrevs av Ylönen och behandlar samma tema som låten "In My Life" från albumet Dead Letters; valen man gör i livet samt att livet snabbt kan förändras och lika snabbt återgå till det normala igen. Ylönen ger exemplet att när man är ute på turné är livet på ett visst sätt och när den är slut är det på ett annat.
"Immortal" var ett tag planerad att släppas som singel under 2006 men blev istället bara en musikvideo. "Sail Away" gavs ut som singel den 25 oktober 2005 och nådde plats 2 på Finlands singellista. "Keep Your Heart Broken" släpptes som radiosingel och digital nedladdning under sommaren 2006. "Heart of Misery" kan lätt uppfattas som en nedstämd låt med vemodig text. Trots att texten till låten behandlar obesvarad kärlek, behöver den nödvändigtvis inte klassas som en ballad. Texten beskriver en person som inte vill känna någonting och bara få vara ensam efter att flera gånger ha försökt muntra upp viss person. Detta fick dessvärre motsatt effekt och personen blev istället själv deprimerad.
Albumet avslutas med rockballaden "Don't Let Go". Den håller ett långsamt tempo genom hela låten men har sitt klimax framemot slutet där Ylönen drar ut mer på textraderna han sjunger. Texten beskriver en person som går genom en trädgård som ser ut att vara övergiven eftersom plantorna är ovårdade och har vuxit sig jättehöga. Det är en sommarkväll med eldflugor i luften och personen väntar troligtvis på sin partner. Ylönen har dock inte gett några kommentarer kring låten och det är därför oklart om vem personen i texten är.
Källa: The Rasmus Hellofasite

## Lansering och mottagande
Albumets ledande singel "No Fear" släpptes den 29 augusti 2005 i två olika versioner. Singlarna hade olika nyanser på omslagen för att skilja dem åt.
Hide from the Sun släpptes i Europa den 12 september 2005 genom Playground Music. Samma dag släpptes även en limited edition-utgåva med bonusspåret "Dancer in the Dark". Texten till den låten hade enligt Ylönen hämtat inspiration från en film med samma titel. Storbritanniens utgåva släpptes genom Island Records och innehöll bonusspåret "Open My Eyes". Den 14 september hade albumet lanserats ut i Japan genom Universal International och fick också ett eget bonusspår, "Trigger".

## Låtlista
Alla låtar är skrivna och komponerade av Lauri Ylönen, Eero Heinonen, Pauli Rantasalmi, Aki Hakala. 
| Nr           | Titel                                  | Längd |
| ------------ | -------------------------------------- | ----- |
| 1.           | Shot                                   | 4:18  |
| 2.           | Nigt After Night (Out of the Shadows)" | 3:44  |
| 3.           | No Fear                                | 4:07  |
| 4.           | Lucifer's Angel                        | 4:01  |
| 5.           | Last Generation                        | 4:03  |
| 6.           | Dead Promises                          | 3:39  |
| 7.           | Immortal                               | 4:57  |
| 8.           | Sail Away                              | 3:49  |
| 9.           | Keep Your Heart Broken                 | 3:55  |
| 10.          | Heart of Misery                        | 3:27  |
| 11.          | Don't Let Go                           | 4:41  |
| Total längd: | Total längd:                           | 45:00 |

| 12. | Dancer in the Dark | 3:29 |

| 12. | Trigger                      | 2:47 |
| 13. | No Fear (Chris Vrenna Remix) | 3:40 |

- Originalutgåvorna innehåller även The Rasmus Player med exklusiva foton och länkar till diverse media.

## Releasedatum
| Datum             | Region         | Format | Skivbolag  | Katalognummer | Noteringar                                                 |
| ----------------- | -------------- | ------ | ---------- | ------------- | ---------------------------------------------------------- |
| 12 september 2005 | Europa         | CD     | Playground | PGMCD 33      | Originalutgåvan                                            |
| 12 september 2005 | Europa         | CD     | Playground | PGMCDX 33     | Limited Edition i digipack-omslag. Innehåller en bonuslåt. |
| 12 september 2005 | Storbritannien | CD     | Island     | 9873692       | Innehåller en bonuslåt.                                    |
| 12 september 2005 | Taiwan         | CD     | Universal  | 987 361 2     | Originalutgåvan                                            |
| 14 september 2005 | Japan          | CD     | Universal  | UICO-1088     | Innehåller en bonuslåt.                                    |
| 14 september 2005 | Japan          | CD+DVD | Universal  | UICO-9013     | Innehåller DVD med bonusmaterial.                          |
| 6 oktober 2006    | Mexiko         | CD     | Playground | 9844266       | Originalutgåvan                                            |
| 10 oktober 2006   | USA            | CD     | DRT        | DRT447        | Originalutgåvan                                            |

## Listplaceringar
| Listor (2005)                             | Högsta position |
| ----------------------------------------- | --------------- |
| Belgien (Ultratop Flandern)               | 45              |
| Belgien (Ultratop Vallonien)              | 3               |
| Storbritannien (UK Albums Chart)          | 65              |
| Finland (Finlands officiella lista)       | 1               |
| Frankrike (SNEP)                          | 29              |
| Italien (FIMI)                            | 18              |
| Nederländerna                             | 27              |
| Schweiz (Swiss Music Charts)              | 5               |
| Spanien (Productores de Música de España) | 23              |
| Sverige (Sverigetopplistan)               | 16              |
| Österrike (Ö3 Austria Top 40)             | 4               |

## Övrigt
- Hide from the Sun var en av de drygt 20 skivor som ingick i åtalet i rättegången mot The Pirate Bay. Albumet hade anklagats för att ha överförts på Internet i en fil som gjorts tillgänglig för allmänheten.

## Medverkande
The Rasmus
- Lauri Ylönen – sång
- Eero Heinonen – bas
- Pauli Rantasalmi – gitarr
- Aki Hakala – trummor

Produktion
- Mikael Nord Andersson & Martin Hansen – produktion, inspelning, mixning (NordHansen Studio, Stockholm)
- Christofer Stannow – mastering (Cosmos Mastering)
- Apocalyptica – cello på "Dead Promises"
- Jesper Nordenström – strängarrangemang till "Lucifer's Angel" och "Sail Away"
- Jakob Ruthberg, Anna S Wallgren, Roland Kress, Christian Bergqvist – fiol på "Lucifer's Angel" och "Sail Away"
- Henrik Walse/Undén – layout & fotografier
- Lars Tengroth – A&R (Playground Music)
- Seppo Vesterinen – manager